# Jeanne Bôle
Jeanne Bôle, pseudonyme de Marguerite de Toulza, née le 4 août 1848 à Rabastens et morte le 10 novembre 1918 à Paris, est une peintre française.

## Biographie
Marie Léonide Marguerite de Toulza est la fille de Philippe de Toulza et de Marie Pontier Laprade.
Élève de Charles Chaplin, elle expose sous le pseudonyme Jeanne Bôle au Salon de 1870 à 1883.
En 1879, elle épouse Alphonse Ferdinand Rioult de La Lodière.
Portraitiste, elle représente principalement des enfants dans diverses scènes (Avant la danse ou Allant à l'école).
Elle meurt à l'âge de 70 ans à son domicile de l'avenue Élisée-Reclus.

## Galerie

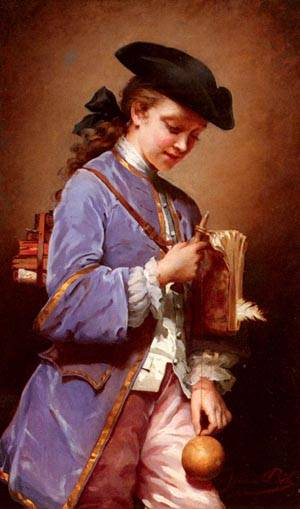
L'enfant au bilboquet
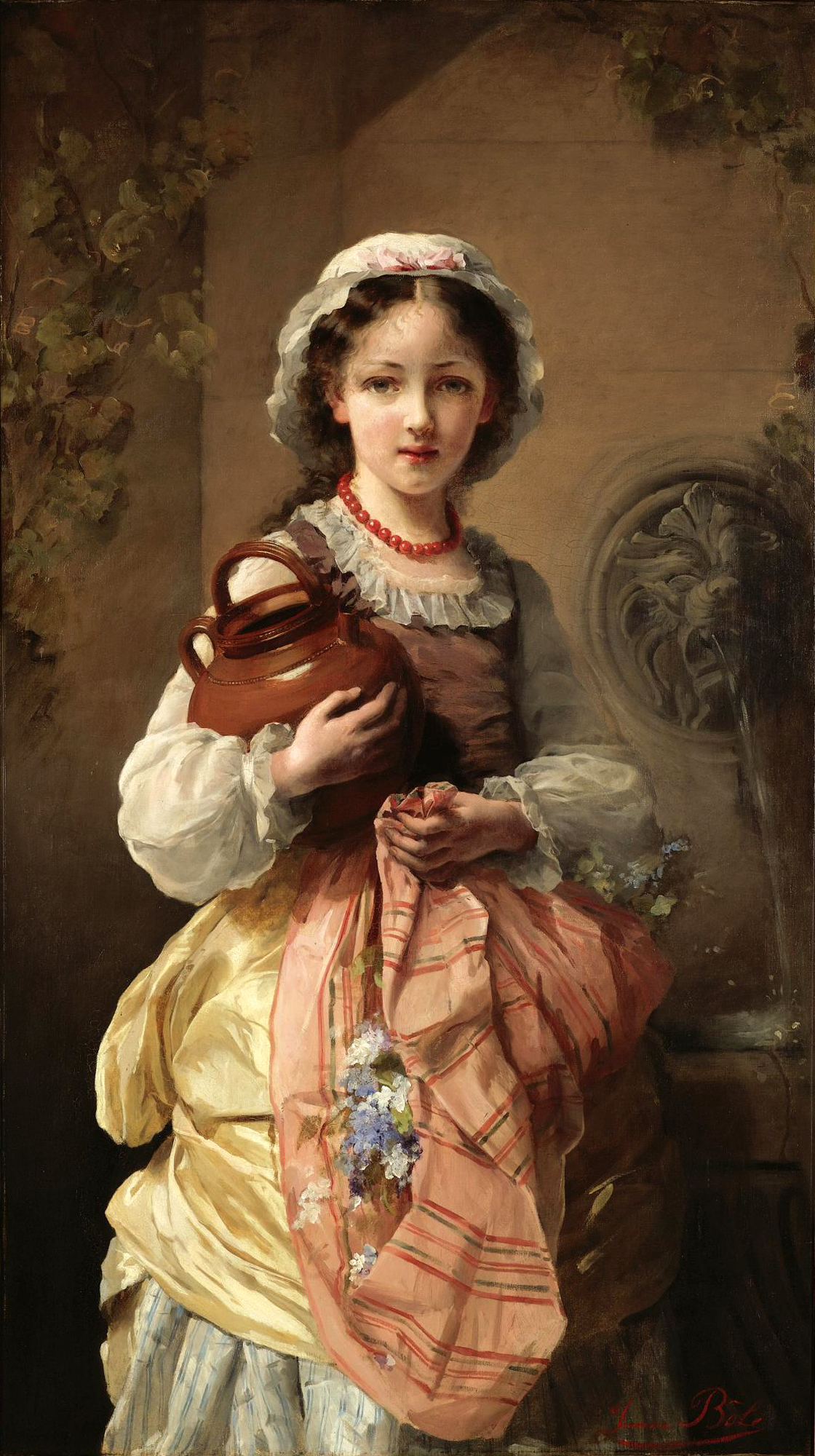
À la fontaine
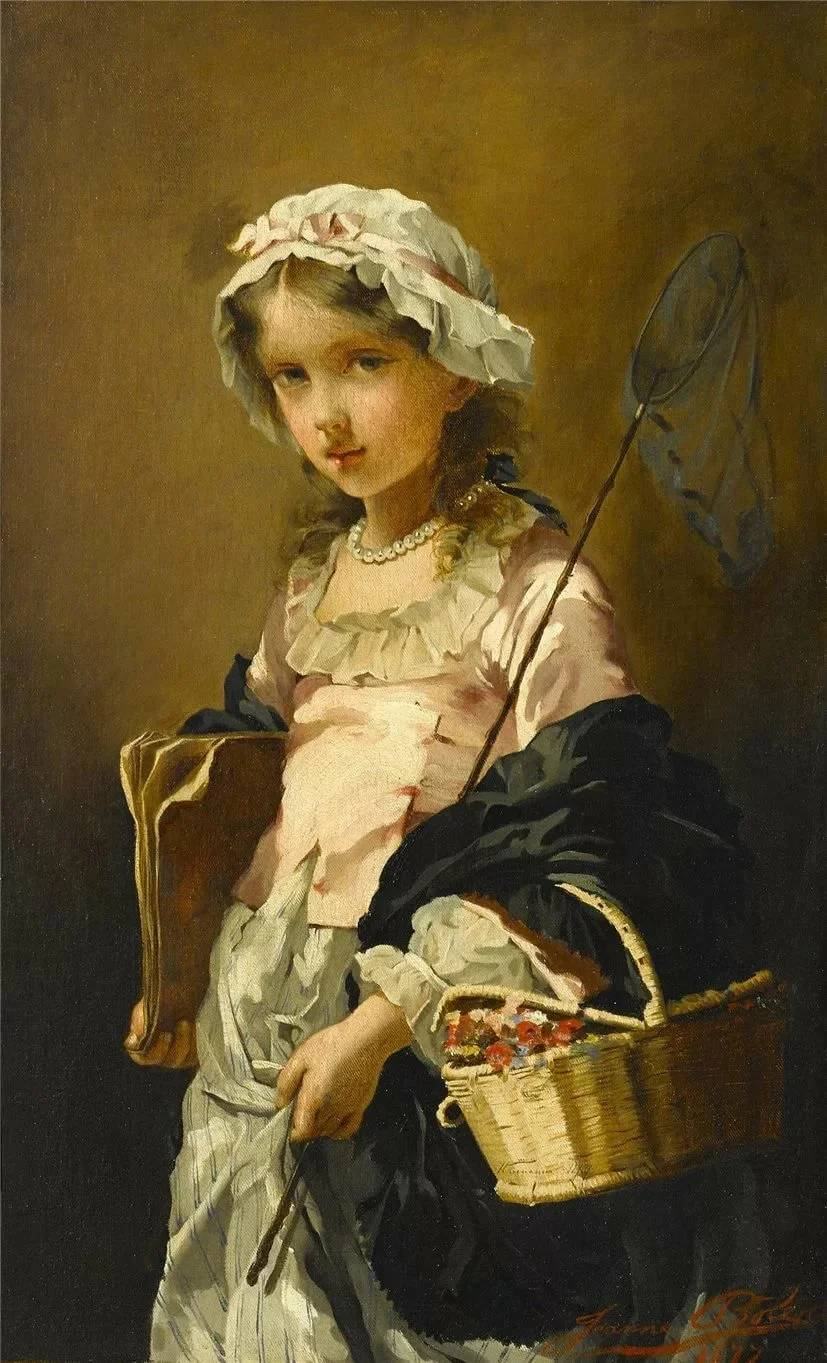
Fille avec un filet à papillons (1877)

Une exposition lui a été consacrée entre juillet et octobre 2023 au Musée du Pays rabastinois d'oeuvres provenant de collections privées.